# Renia nemoralis
Renia nemoralis là một loài bướm đêm thuộc họ Noctuidae. Nó được tìm thấy ở Illinois tới tây nam Massachusetts phía nam đến Florida và Texas.
Sải cánh dài 28–30 mm. Có một lứa một năm.
Ấu trùng ăn organic matter, bao gồm dead leaves.